# Pennarhodeus decoris
Pennarhodeus decoris är en spindeldjursart som beskrevs av Wolfgang Karg 2000. Pennarhodeus decoris ingår i släktet Pennarhodeus och familjen Rhodacaridae. Inga underarter finns listade i Catalogue of Life.